# Осовець (Ніжинський район)
Осове́ць — село в Україні, у Бобровицькій міській громаді Ніжинського району Чернігівської області. Входить до Щаснівського старостинського округу.

## Історія
З 1968 по 1993 рік село було складовою частиною села Щаснівка.
За переказами, на хуторі за Щаснівкою жив циган Усовець. Це був дуже гарний коваль. Він торгував своїми виробами. А ще зупинялися купці, щоб підкувати коней. Невдовзі тут утворився хутірець, який почав називатися Осовець. Він складається з кількох кутків — Витриківщина, Лободовка, Церковщина, Білановка.
У Описі Київського намісництва 1787 року у с. Осовці Козелецького повіту мешкала 371 особа козаків і володільців – бунчукового товариша Кирила Івановича Нестелея, військового товариша Григорія Миколайовича Афендика. 
1924 року - 350 дворів, 1574 жителя.
Село постраждало внаслідок геноциду українського народу 1932—1933, проведеного урядом СРСР. Список мешканців Осовця — жертв комуністичного терору голодом — міститься у Національній книзі пам'яті жертв голодомору в Україні.
12 червня 2020 року, відповідно до розпорядження Кабінету Міністрів України № 730-р «Про визначення адміністративних центрів та затвердження територій територіальних громад Чернігівської області», увійшло до складу Бобровицької міської громади.
19 липня 2020 року, в результаті адміністративно-територіальної реформи та ліквідації Бобровицького району, увійшло до складу Ніжинського району Чернігівської області.

## Відомі люди
В селі народилися:
- Войток Григорій Андрійович (1952) — український журналіст і письменник.
- Дивак Микола Омелянович (1941) — український журналіст.
- Талановитий народний умілець Рощепій Яків Устинович, який першим у світі розробив конструкцію автоматичної гвинтівки, розробив модель самохідного зернозбирального комбайна. Фотографії Я. Рощепія зі спеціального видання «До 130-річчя від Дня народження Я. У. Рощепія» Ви знайдете за цим посиланням: http://picasaweb.google.com/sdanylenko/Different#%5Bнедоступне+посилання+з+липня+2019%5D.